# Ana Estefanía Dominga Riglos
Ana Estefanía Dominga Riglos Lezica, tên hôn nhân Ana Riglos de Irigoyen (3 tháng 8 năm 1788 - 14 tháng 7 năm 1870), là một nhà ngoại giao Buenos Aires, một người yêu nước Argentina, vợ của người lính và cảnh sát trưởng Miguel de Irigoyen.

## Gia đình
Ana Estefanía Dominga Riglos Lezica sinh ngày 3 tháng 8 năm 1788 tại Buenos Aires. Bà là một trong những gia đình hàng đầu của Buenos Aires. Cha bà là bác sĩ Francisco Javier de Riglos y San Martín de Avellaneda, chủ trương của Real Audiencia de Charcas. Mẹ bà là Juana Lezica y Ortega. Bà được công nhận là một trong những "Patricias Argentinas". Cha của cha bà là Miguel Fermín Mariano Riglos San Martín, người kết hôn với Mercedes de Lasala de Riglos. Mercedes Lasala là một trong những người sáng lập của Sociedad de Beneficencia (Hội từ thiện) được tạo ra bởi Bernardino Rivadavia vào năm 1823.

## Cuộc sống
Vào ngày 22 tháng 12 năm 1809, Ana Estefanía kết hôn với người anh em họ Miguel Remigio Irigoyen de la Quintana y Riglos (1764–1822). Vào tháng 5 năm 1810, Ana Estefanía Dominga Riglos de Irigoyen cùng với Casilda Igarzábal de Rodríguez Peña (vợ của Nicolás Rodríguez Peña), Melchora Sarratea và các nữ hoàng gia khác để gặp Cornelio Saavedra do dự và thuyết phục ông ủng hộ cuộc Cách mạng tháng Năm. Vào ngày 5 tháng 7 năm 1810, bà xuất hiện trong danh sách các nhà tài trợ cho đoàn thám hiểm đoàn kết các tỉnh. Bà hứa sẽ hỗ trợ hai người đàn ông trong Chiến dịch Thượng Peru đầu tiên và tặng tất cả đồ trang sức của mình trong trường hợp cần thiết.
Chồng của Ana, Miguel Irigoyen, mất ngày 11 tháng 6 năm 1822. Ngày 21 tháng 9 năm 1824, bà kết hôn với Antonio María Nicómedes Pirán Balbastro (1796–1861). Con cái của bà trong cuộc hôn nhân thứ hai là Carmen Pirán Riglos (sinh năm 1829), Eulalia Pirán Riglos (khoảng 1831–1922) và Antonio Pirán Riglos. Bà qua đời vào ngày 14 tháng 7 năm 1870.